# Aural Psynapse
Aural Psynapse è un singolo realizzato dal produttore discografico canadese deadmau5.

## Descrizione
La versione originale del brano fu caricata su SectionZ nel 2002 sotto lo pseudonimo Halcyon441 nella compilation deadmau5 Circa 1998–2002.
Zimmerman ha presentato in anteprima un remake nell'aprile 2011 tramite Ustream mentre era in lavorazione, sottolineando che originariamente era una traccia che aveva realizzato dieci anni prima. Il remake utilizza un campione della versione originale del 2001. Il singolo è incluso nella compilation 5 Years of mau5 assieme a un remix del produttore canadese Attlas.

## Tracce
1. Aural Psynapse

### Remixes
1. Aural Psynapse (Attlas Remix)

## Classifiche
| Classifica                                  | Posizione massima |
| ------------------------------------------- | ----------------- |
| Billboard Canadian Hot 100                  | 38                |
| Billboard Canadian Digital Song Sales       | 16                |
| UK Singles Chart                            | 150               |
| UK Dance                                    | 27                |
| UK Indie                                    | 19                |
| US Bubbling Under Hot 100 Singles           | 3                 |
| Billboard US Dance/Electronic Digital Songs | 7                 |
| Billboard US Digital Songs                  | 72                |
| Billboard US Heatseekers Songs              | 16                |

- (EN) Aural Psynapse, su Discogs, Zink Media.
- (EN) Aural Psynapse, su MusicBrainz, MetaBrainz Foundation.

1. ↑  (EN) Aural Psynapse – Gold/Platinum, su Music Canada.